# Mönsterskydd
Mönsterskydd (begrepp i lagtexter) eller designskydd (nyare begrepp som bland annat patent- och registreringsverket använder), är ett immaterialrättsligt skydd med syfte att ge och erbjuda skydd åt nyskapande designer, former och mönster för både industri- och hantverksprodukter oavsett om det är en frågan om prydnadsföremål eller sådana man kan dra nytta av till exempel mönster på däck. Mönsterskydd motsvarar bland annat USA:s design patent, Storbritanniens Industrial design right och Tysklands Geschmacksmuster. 

## Mönsterskydd i Sverige
Mönsterskydd regleras i Sverige genom mönsterskyddslagen (1970:485) och innebär att den som gjort ett mönster kan genom registrering söka ensamrätt på detta. Det gör man genom att ansöka hos Patent- och registreringsverket och ger ensamrätt i en eller flera femårsperioder från dagen då det först registrerades och kan förnyas upp till högst 25 år sammanlagt (15 år för reservdelar). Före 1970 gällde 1899 års mönsterskyddslag (SFS 1899:59) som enbart omfattade produkter från metallindustrin.
Förnyelseansökan ska vara tillhanda hos registreringsmyndigheten som tidigast ett år innan och som senast sex månader efter att den löpande registreringsperioden gått ut. Detta ska ske skriftligt och Avgifter för ansökan eller förnyelsen och eventuella tilläggsavgifter ska vara inbetalda inom samma tid. Annars avslås ansökan.
Registrerad mönsterrätt som gäller inom Sverige kan antingen erhållas som nationell mönsterrätt genom registrering hos Patent- och Registreringsverket eller genom registrering av gemenskapsformgivning som görs hos Byrån för harmonisering inom den inre marknaden (varumärken och formgivning) och som gäller för hela EU. Den svenska mönsterrätten som regleras genom Mönsterskyddslagen och gemenskapsformgivningen som regleras genom förordning EG 6/2002 om gemenskapsformgivning har i huvudsak samma uppbyggnad. 
Kraven för skydd är att mönstret skall vara nytt och särpräglat. Det skall inte finnas identiska mönster men ej heller mönster som ger samma helhetsintryck hos en kunnig användare av mönstret.
Mönsterskydd uppkommer genom förordningen om gemenskapsformgivning även direkt då mönstret görs tillgängligt för allmänheten. Detta skydd kräver ingen registrering och gäller i tre år. Inom det första året kan man välja om det räcker med det oregistrerade skyddet eller om man vill registrera mönstret. Efter ett år är det för sent att registrera mönstret.